# Labergement-Sainte-Marie
Labergement-Sainte-Marie è un comune francese di 1 076 abitanti situato nel dipartimento del Doubs nella regione della Borgogna-Franca Contea.

## Società

### Evoluzione demografica
Abitanti censiti